# Escuela de Negocios Stern de la Universidad de Nueva York
La Escuela de Negocios Leonard N. Stern de la Universidad de Nueva York (comúnmente conocida como Stern) es una escuela de negocios de la Universidad de Nueva York. También es miembro fundador de la Asociación para Avanzar en las Escuelas Colegiales de Negocios . Establecida como la Escuela de Comercio, Cuentas y Finanzas en 1900, la escuela cambió su nombre en 1988 en honor de Leonard N. Stern, exalumno y benefactor de la escuela. Es una de las escuelas de negocios más prestigiosas del mundo, y también es una de las más antiguas. La escuela está ubicada en el campus de Greenwich Village de la Universidad de Nueva York, junto al Instituto Courant de Ciencias Matemáticas. Sus alumnos incluyen algunos de los más ricos del mundo, así como los principales líderes empresariales y ejecutivos. 

## Historia
La Escuela Stern fue fundada por Charles Waldo Haskins (alumno de Escuela de Ingeniería Tandon de la Universidad de Nueva York) en 1900 como la Escuela de Pregrado de Comercio, Cuentas y Finanzas en el campus de la Universidad de Washington Square. En 1913, Jeanette Hamill, JD, MA, se unió al departamento de Economía de la escuela, convirtiéndose en su primer miembro femenino de la facultad. En 1936, las mujeres representaban el 15 por ciento de la matrícula total.

## Programas

### TRIUM Global Executive MBA
La Escuela Stern ofrece el programa TRIUM Global Executive MBA en colaboración con HEC Paris y la Escuela de Economía de Londres. Está dividido en seis módulos que se imparten en cinco sedes empresariales internacionales durante 16 meses.